# Bettina Schieferdecker
Bettina Schieferdecker (* 30. April 1968 in Markranstädt) ist eine ehemalige deutsche Gerätturnerin. Ihr Heimatverein war der SC Leipzig.
Bettina Schieferdecker gewann bei der Junioreneuropameisterschaft 1982 in Ankara den Titel am Stufenbarren. Bei den DDR-Meisterschaften im Turnen 1983 in Berlin belegte sie den vierten Platz im Mehrkampf. Damit gehörte sie zur DDR-Riege bei den Weltmeisterschaften 1983 in Budapest, wo sie eine Bronzemedaille in der Mannschaftswertung gewann. An den Olympischen Sommerspielen 1984 in Los Angeles konnten die DDR-Turnerinnen wegen des Olympiaboykotts der DDR nicht teilnehmen. Stattdessen fanden für die Sportler des Ostblocks „Wettkämpfe der Freundschaft“ statt. Bei den Turnwettkämpfen in Olmütz belegte die Riege der DDR den zweiten Platz hinter der sowjetischen Riege, Bettina Schieferdecker belegte den zehnten Platz im Mehrkampf und erhielt eine Bronzemedaille für ihre Bodenübung.
In den folgenden Jahren konnte Schieferdecker sich nicht für die DDR-Mannschaft qualifizieren, aber bei den Olympischen Spielen 1988 war sie wieder in der Riege. Nach der Verletzung von Martina Jentsch gingen ihre Ergebnisse auch komplett in die Mannschaftswertung ein, einem zwölften Platz im Pferdsprung stand dabei ein Rang 60 am Stufenbarren gegenüber. Die DDR-Riege gewann schließlich Bronze, wobei mit Gabriele Fähnrich noch eine weitere Turnerin in der Mannschaft turnte, die vier Jahre zuvor zum DDR-Aufgebot bei den „Wettkämpfen der Freundschaft“ gehört hatte. Im selben Jahr wurde sie mit dem Vaterländischen Verdienstorden in Bronze ausgezeichnet.
Nach ihrem Rücktritt vom Leistungssport studierte Bettina Schieferdecker Medizin. Sie ist seit 2011 als Fachärztin für Allgemeinmedizin in Naunhof tätig und seit 1996 mit dem Kardiologen Michael Mochalski verheiratet. Das Ehepaar hat zwei Töchter.